# Élisa De Almeida
Élisa De Almeida (Châtenay-Malabry, 11 januari 1998) is een voetbalspeelster uit Frankrijk. Ze speelt als verdediger voor Paris Saint-Germain in de Division 1.

## Clubcarrière
De Almeida maakte haar profdebuut bij FCF Juvisy (nu Paris FC) op achttienjarige leeftijd in 2016. Ze speelde voor de club tot 2019 toen ze deze verliet voor een overstap naar competitiegenoot Montpellier HSC.
Op 9 juli 2021 kondigde Paris Saint-Germain de komst van De Almeida aan. Ze tekende een contract voor drie jaar in de Franse hoofdstad. De Almeida maakte haar eerste doelpunt voor de club op 16 december 2022 in een 2-1 overwinning op Real Madrid. De Almeida verlengde op 8 juli 2024 haar contract tot 30 juni 2027.

## Statistieken
| Seizoen | Club                  | Land      | Competitie | Wedstrijden | Doelpunten |
| ------- | --------------------- | --------- | ---------- | ----------- | ---------- |
| 2016/17 | FCF Juvisy / Paris FC | Frankrijk | Division 1 | 6           | 0          |
| 2017/18 | FCF Juvisy / Paris FC | Frankrijk | Division 1 | 17          | 0          |
| 2018/19 | FCF Juvisy / Paris FC | Frankrijk | Division 1 | 16          | 0          |
| 2019/20 | Montpellier HSC       | Frankrijk | Division 1 | 10          | 0          |
| 2020/21 | Montpellier HSC       | Frankrijk | Division 1 | 20          | 3          |
| 2021/22 | Paris Saint-Germain   | Frankrijk | Division 1 | 18          | 0          |
| 2022/23 | Paris Saint-Germain   | Frankrijk | Division 1 | 18          | 0          |
| 2023/24 | Paris Saint-Germain   | Frankrijk | Division 1 | 16          | 1          |
| 2024/25 | Paris Saint-Germain   | Frankrijk | Division 1 | 17          | 1          |
| Totaal  | Totaal                | Totaal    | Totaal     | 138         | 5          |

Laatste update: 24 april 2025

## Interlandcarrière
De Almeida werd geboren in Frankrijk van Portugese afkomst. Ze koos ervoor om uit te komen voor het Franse nationale team. In 2016 won ze met Frankrijk -19 het EK 2019. De Almeida maakte haar debuut voor het Franse nationale team op 4 oktober 2019 in een vriendschappelijke 4-0 overwinning op IJsland.
De Almeida werd opgenomen in de Franse selectie voor op het WK 2023 in Australië en Nieuw-Zeeland. Een jaar later maakte ze eveneens onderdeel uit van de Franse selectie voor op de Olympische Zomerspelen 2024 in eigen land.